# Chromis earina
 Chromis earina és una espècie de peix de la família dels pomacèntrids i de l'ordre dels perciformes.

## Morfologia
Els mascles poden assolir els 6,6 cm de longitud total.

## Distribució geogràfica
Es troba des de Puluwat fins a Palau, Papua Nova Guinea, Vanuatu i Fidji. També a Indonèsia.